# Valley Falls (Kansas)
Valley Falls – miasto w Stanach Zjednoczonych, w stanie Kansas, w hrabstwie Jefferson.